# 萊爾德鎮區 (密歇根州)
萊爾德鎮區（英語：Laird Township）是位於美國密歇根州霍頓縣的一個行政鎮區。

## 地方資料
萊爾德鎮區的面積為490.50平方千米，當中陸地面積為487.10平方千米，而水域面積為3.40平方千米。根據2020年美國人口普查的數據，當地共有人口487人，而人口密度為每平方千米0.99人。